# 张中涛
张中涛（1916年—2003年），男，陕西临潼人，中华人民共和国政治人物，曾任中共喀什地委书记，新疆维吾尔自治区政协副主席。